# Andrena hunanensis
Andrena hunanensis là một loài Hymenoptera trong họ Andrenidae. Loài này được Wu mô tả khoa học năm 1977.